# Jaap Jansen

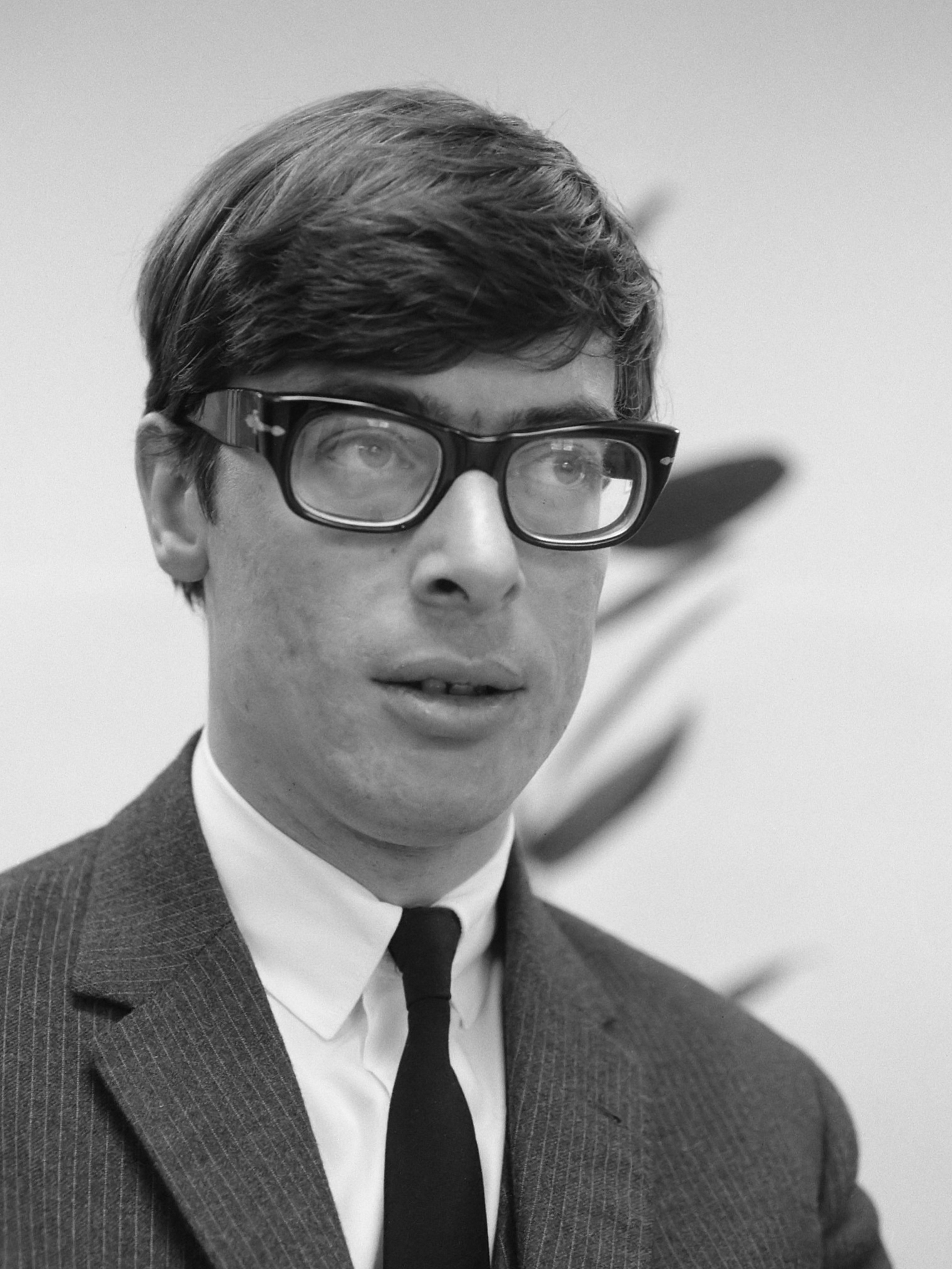
Jaap Jansen (1966)

Jaap Jansen (Haarlem, 7 augustus 1938 – Amsterdam, 26 april 2013) was een Nederlands uitgever.

## Werk

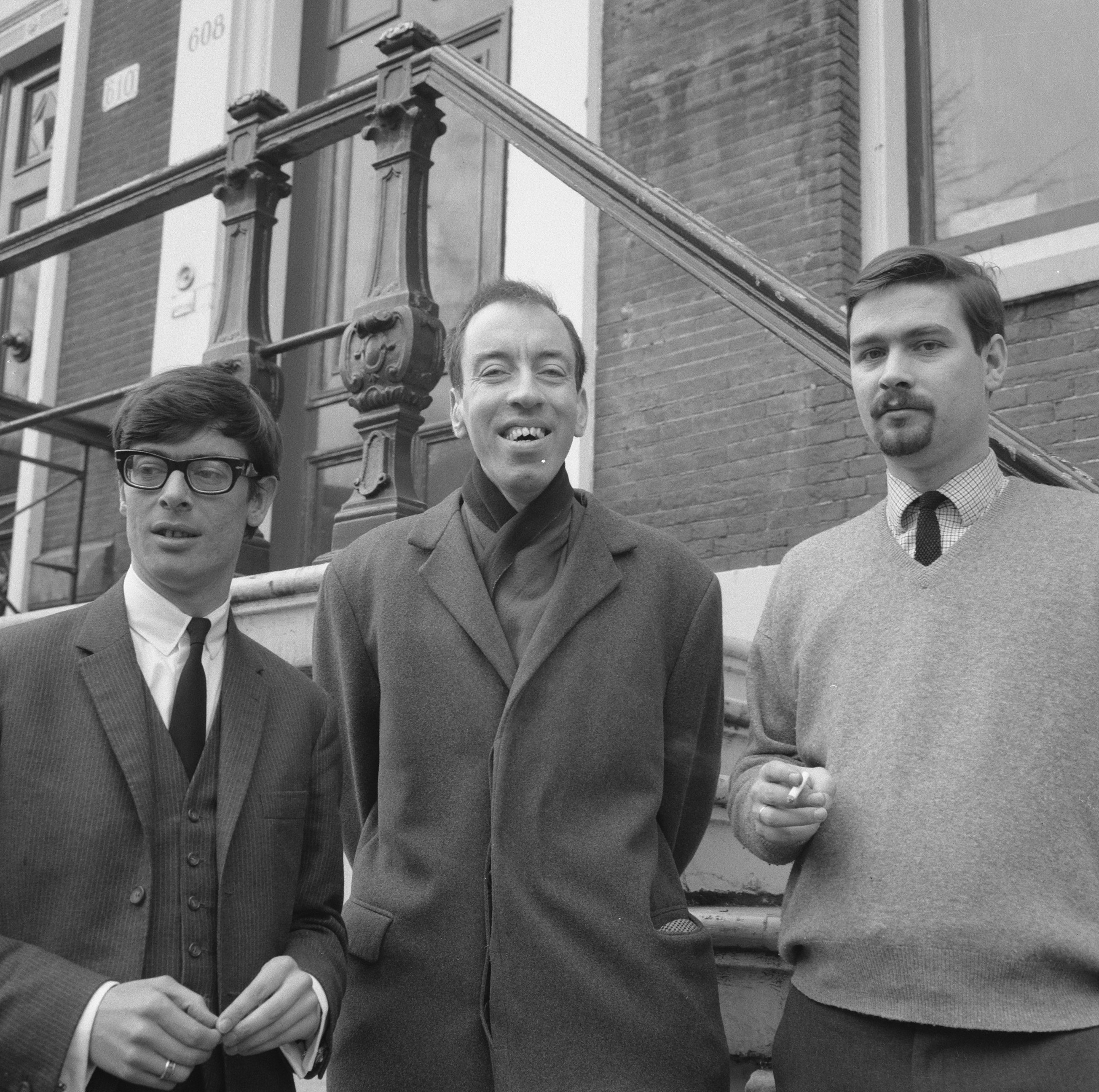
Jansen, Polak en Van Gennep (1966)

Samen met Johan Polak en zijn studiegenoot Rob van Gennep richtte Jansen (niet te verwarren met de journalist Jaap Jansen) op 1 september 1962 Uitgeverij Polak & Van Gennep op. In 2008 vertelde hij in een interview met Vrij Nederland dat de rolverdeling meteen duidelijk was: 'Rob en Johan kwamen uit goeie families, ze hadden allebei graag knechten. En voor die rol was ik geknipt'.
In 1969 zette Johan Polak de uitgeverij alleen voort. Jansen en Van Gennep gingen verder onder de naam Uitgeverij Van Gennep. De naam Jansen ontbrak omdat Jaap Jansen zijn familienaam geen naam voor een uitgeverij vond. Gevolg was dat de buitenwacht zijn rol onderschatte. Zijn auteurs roemden zijn redactionele kwaliteiten.
In de beginjaren stond Van Gennep bekend als een linkse uitgeverij en boekte ze veel succes met politieke boeken. In latere decennia kwamen daar romans van schrijvers uit Midden- en Oost-Europa bij, zoals Ismail Kadare, Václav Havel, György Konrad, Péter Nadas, en Christa Wolf. Nederlandse auteurs uit de tijd van Jaap Jansen en Rob van Gennep zijn onder anderen Ed van Thijn en Anja Meulenbelt.
Na het overlijden van Rob van Gennep in 1994 ging Jansen als enige directeur door, maar volgens het vaktijdschrift het Boekblad was sinds 1990 geen winst meer gemaakt en draaide het bedrijf op de omzet van het modern antiquariaat, dat onder meer een winkel had aan de Spuistraat in Amsterdam.
Jansen voerde daarom begin 1996 als directeur een forse reorganisatie door: de helft van het achtkoppige personeel werd ontslagen, aldus vaktijdschrift het Boekblad. In 1998 verkocht Jansen de uitgeverij aan Joos Kat, toenmalig eigenaar van de Wereldbibliotheek.

## Persoonlijk
Jansen had ruim twee decennia een relatie met de acteur Joop Admiraal, met wie hij tot diens dood in 2006 samenwoonde.
Hij werd ziek en overleed in Amsterdam. Hij werd gecremeerd bij De Nieuwe Ooster.